# Esperanza, Guanajuato
Esperanza är en ort i Mexiko.   Den ligger i kommunen San Miguel de Allende och delstaten Guanajuato, i den centrala delen av landet, 240 km nordväst om huvudstaden Mexico City. Esperanza ligger 1 859 meter över havet och antalet invånare är 502.
Terrängen runt Esperanza är platt åt nordväst, men åt sydost är den kuperad. Runt Esperanza är det ganska tätbefolkat, med 96 invånare per kvadratkilometer. Närmaste större samhälle är San Miguel de Allende, 4,5 km öster om Esperanza. Trakten runt Esperanza består i huvudsak av gräsmarker.